# Jan Stehlík
Jan Stehlík (18 de abril de 1985) es un jugador de balonmano que juega de lateral derecho en el HC Dukla Praga checo. Es internacional con la Selección de balonmano de la República Checa.

## Clubes
- HC Dukla Praga ( -2010)
- Saint-Raphaël VHB (2010-2017)
- HC Dukla Praga (2017- )